# Elena Wassen
Elena Wassen (n. 1 noiembrie 2000, Eschweiler, Renania de Nord-Westfalia, Germania) este o săritoare în apă ce a reprezentat Germania, medaliată olimpică. A participat la 2 ediții ale Jocurilor Olimpice (2016, 2020) în care a câștigat o medalie de argint.